# Гациский, Александр Серафимович
Александр Серафимович Гациский (30 мая [11 июня] 1838 — 1893) — нижегородский писатель, статистик, видный общественный и земский деятель и исследователь Нижегородского края; секретарь Нижегородского статистического комитета, председатель губернской учёной архивной комиссии, ещё до открытия её много поработавший над упорядочением местных архивов.

## Родословная

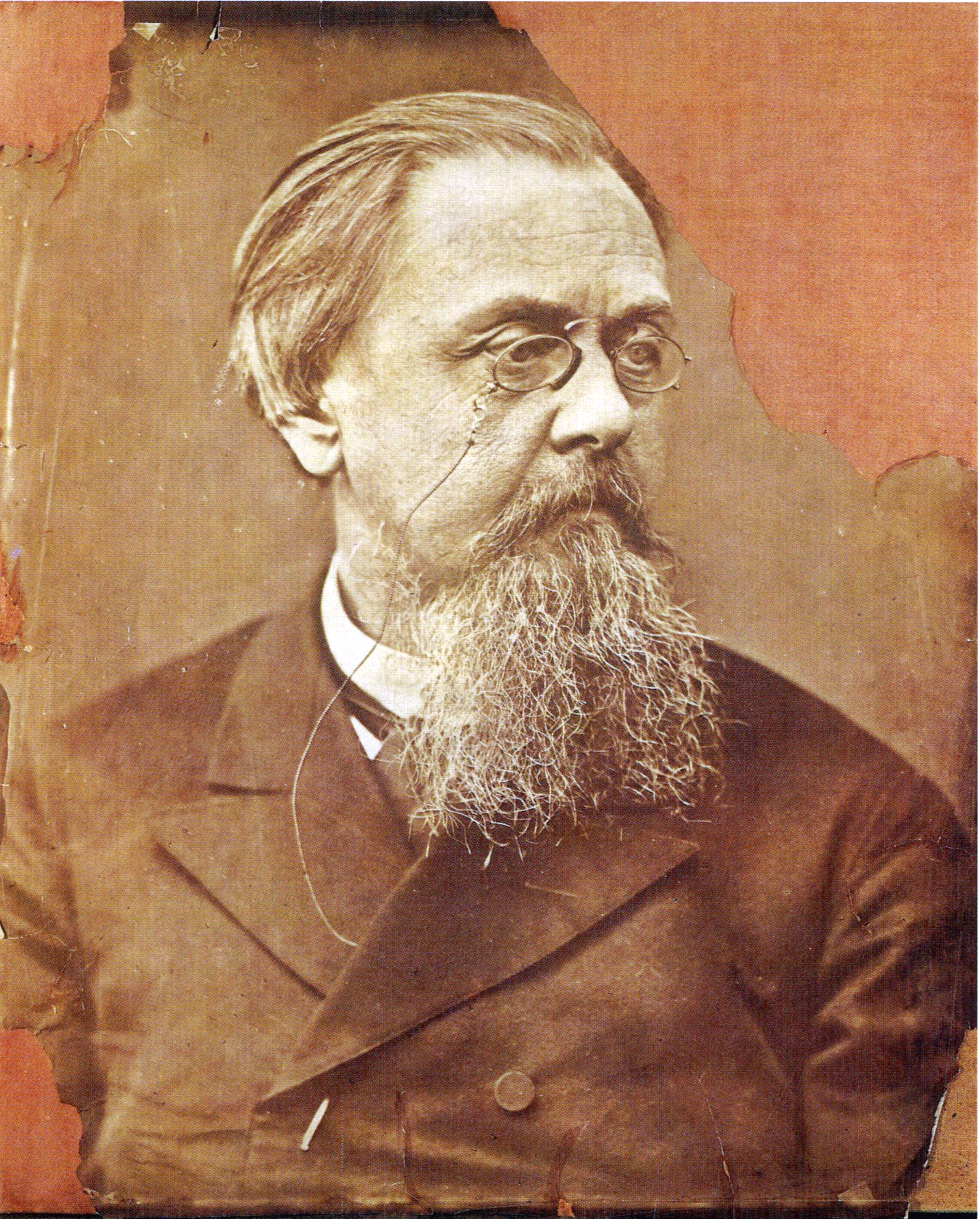
Фотопортрет А. С. Гациского работы А. О. Карелина.

Александр Гациский происходил из древнего рода Дахновичей, принявших фамилию Гацисских от пожалованного Григорию Дахновичу королём польским Сигизмундом III за некие заслуги при осаде Смоленска имения Гатцищи (гать, гатище). Отец — Серафим Петрович Гациский (род. 1803) получил степень лекаря в Виленском университете, был в молодости членом общества филаретов и образованием выделялся в той русской провинции, где служил всю жизнь: в Малороссии, Рязани и потом в Нижнем Новгороде; здесь он окончил жизнь помощником врачебного инспектора. Он был женат на Генриете фон Петерс, дочери французского эмигранта, скрывшего своё настоящее имя и звавшегося Сво́бодою по паспорту, приобретённому перед приездом в Россию у некого чеха; мнимый Свобода поселился в городе Ревеле, где у него родилась от немки дочь и где он умер, сохранив тайну своего происхождения.

## Биография
Александр Гациский родился в Рязани 30 мая 1838 года, а в 1847 году, 15 ноября, вместе с родителями прибыл в Нижний Новгород. С 1849 по 1855 учился в местной гимназии.
В 1855 поступил на юридический факультет Казанского университета; в 1858—1859 — в Санкт-Петербургском университете. Здесь начал печататься в журнале «Искра». С 1860 снова в Казани. Окончил курс в 1861 году.
Младший чиновник особых поручений при Нижегородском губернаторе. Действительный член, затем секретарь губернского статистического комитета (перерыв в 1878—1880). Земский деятель.
Издал «Нижегородский сборник» (в 10 томах, Нижний Новгород, 1867—1891), посвящённый всестороннему изучению Нижегородского края и его экономического быта (в VII—X тт. — поуездное описание кустарных промыслов), в основном основанный на данных, собранных частным путём.
Под редакцией Гациского вышли также:
- «Сборник в память первого русского статистического съезда» (вып. II, Нижний Новгород, 1875)
- «Действия нижегородской губернской учёной архивной комиссии» (Нижний Новгород, 1887—1890).

Кроме статей, помещённых в этих изданиях, Гацискому принадлежат:
- «Нижегородский театр, 1798—1867 гг.» (Нижний Новгород, 1867);
- «Нижегородка. Путеводитель и указатель по Нижнему Новгороду и по нижегородской ярмарке» (Нижний Новгород, 1877, с историческим очерком);
- «Люди нижегородского Поволжья. Биографические очерки» (кн. 1-я, Нижний Новгород, 1887).

Книги и статьи, написанные А. С. Гациским или под его редакцией, богаты информацией о экономике и культуре Нижегородской губернии XIX века. С ними был знаком В. И. Ленин; в наши дни они представляют собой ценный источник информации для историков Нижегородского края.

## Написание фамилии
Александр Серафимович Гациский имел двойную фамилию, Дахнович-Гациский, но редко использовал эту двойную форму.
В некоторых источниках (оцифрованная форма Энциклопедического словаря Брокгауза и Ефрона;
ссылка на его работу у Ленина) его фамилия приведена с двумя «С» (Гацисский). Однако в его прижизненных изданиях и некрологах
она пишется с одним «С».